# Cioccolata calda
La cioccolata calda è una bevanda dolce composta da latte, zucchero e cacao o cioccolato, da cui il nome. Divenne molto popolare in Europa dopo che nel vecchio continente arrivarono i semi di cacao provenienti dall'America.

## Storia
I primi coltivatori e assidui consumatori del cacao furono probabilmente gli Olmechi, un'antica popolazione che visse e si sviluppò nella regione Mesoamericana (l'odierno Messico centrale) e che colonizzò e civilizzò l'America intorno al 1500-1400 a.C. I Maya produssero in seguito una bevanda calda a base di acqua e cacao cui però aggiungevano peperone piccante e farina grossolanamente macinata di mais delle loro piantagioni, che si trovavano nella regione di Tabasco, nell'attuale Messico.
Chiamarono questa bevanda "xocoatl" (da "xocoztli" che significa "piccante, amaro" e "atl" che sta per "acqua": la "x" è un fonema derivante dalla lingua spagnola arcaica e che è stato sostituito nella lingua inglese dal fonema "sh"). La ricetta dello "xocoatl" era molto semplice: si arrostivano le fave di cacao con il mais, ed a questo miscuglio solido macinato si aggiungeva acqua (in modo da farlo diventare liquido) e un po' di pepe.
I Maya veneravano in maniera quasi religiosa questa bevanda ed i semi di cacao erano preziosi, tanto da essere usati come moneta negli scambi economici. Dopo la scoperta dell'America (1492) Cristoforo Colombo portò in Europa dei semi ma la coltivazione delle piante di cacao fu giudicata troppo difficile. Quelli che il navigatore italiano chiamava indiani d'America continuarono a divinizzare le piantagioni di cacao fino al 1517, anno in cui il conquistatore Hernán Cortés sbarcò sul litorale messicano, vicino all'odierna Veracruz, dove era ubicato l'impero azteco.
L'imperatore Montezuma II fece conoscere all'esploratore spagnolo la "chocolatl", una bevanda a base di cacao amara o addolcita con miele e aromatizzata con vaniglia e altre spezie in modo tale che una volta preparata potesse avere la consistenza del miele. Montezuma II la beveva prima di entrare nel suo harem perché era convinto che fosse afrodisiaca. Dopo la morte di Montezuma e la conquista dell'impero azteco, Cortés fu nominato governatore dei territori da lui conquistati (il "nuovo mondo").
In questa veste egli decise di inviare in Spagna notevoli quantità di fave di cacao: la corte dell'imperatore Carlo V gradiva infatti molto la nuova bevanda, tanto che la cioccolata calda divenne il vero status symbol delle classi sociali più elevate. La cioccolata calda era anche il regalo di nozze che Carlo V inviava quando un membro della sua famiglia sposava un nobile straniero: questa consuetudine contribuì alla diffusione della cioccolata calda in tutta Europa, diffusione favorita anche dal fatto che il sovrano non volle mai rendere nota la ricetta per la sua preparazione; nacquero così 
le diverse varianti.

### Sviluppo
Secondo la tradizione, la cioccolata calda come la conosciamo oggi sarebbe nata negli anni sessanta del XVI secolo, quando il duca Emanuele Filiberto di Savoia decise di celebrare il trasferimento della capitale sabauda da Chambéry a Torino preparando la prima tazza di questa bevanda; in realtà già nel XVI secolo essa era conosciuta alla corte Spagnola.
Nel XVIII secolo nacquero a Londra e in varie zone dell'Inghilterra le chocolate house, che divennero celebri almeno quanto le coffee house: in questi luoghi i clienti potevano consumare una tazza di cioccolata calda e parlare liberamente di politica, economia, scienza e filosofia. La prima "Casa del Cioccolato" nacque proprio nella capitale britannica nel 1657, ma a causa del suo costo eccessivo la cioccolata calda fu per più di un secolo una bevanda riservata all'élite della società. Il termine "cioccolata calda" è stato coniato probabilmente in Italia molto tempo dopo: inizialmente la bevanda era chiamata semplicemente cioccolata.
Quando però si diffusero le tavolette di cioccolato, vendute soprattutto nei bar, fu chiaro che bisognava aggiungere un aggettivo alla cioccolata in forma di bevanda per distinguerla da quella solida. Nel 1828 nacque nei Paesi Bassi la prima macchinetta che produceva la cioccolata calda con cacao, acqua, latte e zucchero. La fragranza della bevanda uscita dalla macchinetta era però diversa da quella originale, in quanto più acida. Si scoprì poco dopo che gli inventori della macchinetta avevano usato surrogato di cacao, che era meno gustoso rispetto al cacao puro ma che si legava più facilmente al latte e all'acqua calda.
Si è diffusa negli Stati Uniti d'America l'usanza di aggiungere la panna montata alla cioccolata calda: ciò rende la bevanda più gradevole ma sicuramente più calorica. La fantasia dei baristi tuttavia non si ferma certo qui: dal miele al caffè, dal caramello alla crema, dai cereali alle noccioline, tutto può essere aggiunto (con risultati più o meno soddisfacenti) alla cioccolata calda. Oggi la cioccolata calda è bevuta ed apprezzata in Europa (Italia compresa) ed in tutto il mondo (India in particolare). Recentemente è nata in Italia la cioccolata "fredda", la cui composizione è uguale a quella della calda.

## Preparazione e consumo
La ricetta originale della cioccolata calda (o cacao in tazza) era una miscela di cacao, acqua, vino e vari tipi di spezie. Gli spagnoli cominciarono presto a riscaldare la miscela ed a dolcificarla con lo zucchero, che importavano dalle colonie dopo avere introdotto la coltivazione della canna da zucchero oltre oceano (la disponibilità di zucchero, cacao e caffè diede un notevole impulso all'arte culinaria, permettendo la nascita della pasticceria europea come arte autonoma). Furono i britannici ad avere l'idea di sostituire l'acqua con il latte e di consumare la "hot chocolate" dopo pranzo.
La cioccolata calda si può preparare sia con cioccolato fondente in tavoletta sia con cioccolato in polvere, mescolati con latte e zucchero a piacere. Spesso viene aggiunto un addensante (farina, amido, fecola di patate, ecc.)
Soprattutto nelle zone di montagna dell'Europa, in relazione al fatto che la cioccolata calda viene spesso vista come una bevanda con cui riscaldarsi dopo lunghe esposizioni a temperature rigide, quali, ad esempio, quelle che si incontrano praticando lo sci alpino, si è diffusa la curiosa abitudine di considerare le 16:30, in contrapposizione alle 17:00 del famoso tè all'inglese, come l'ora della cioccolata calda, ossia il momento in cui, terminata l'attività sciistica, ci si può riunire per consumare insieme questa calda bevanda.

## Brocche per cioccolato

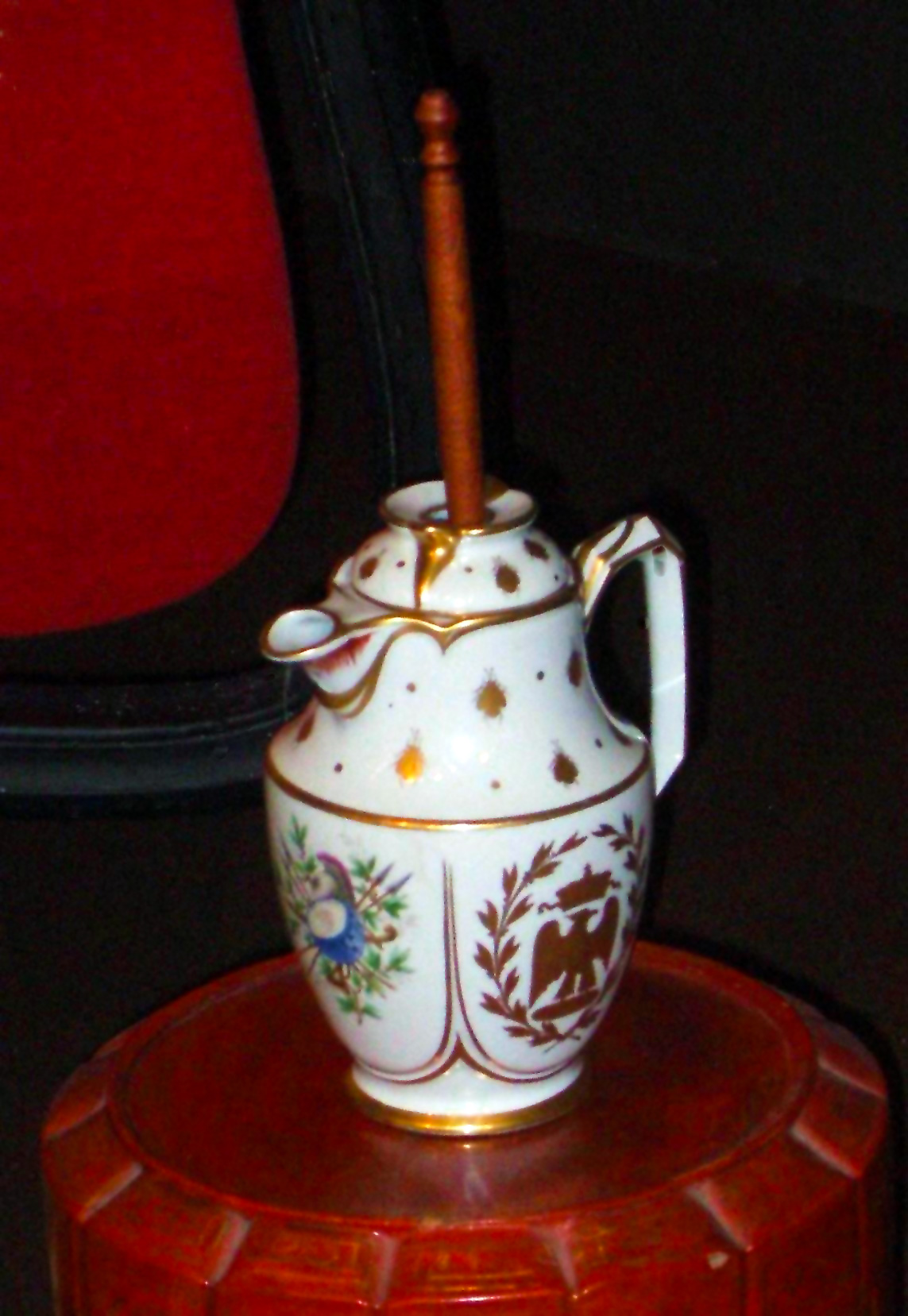
Brocca per cioccolato in stile Impero (inizi del 1800), Salon du chocolat, Parigi.
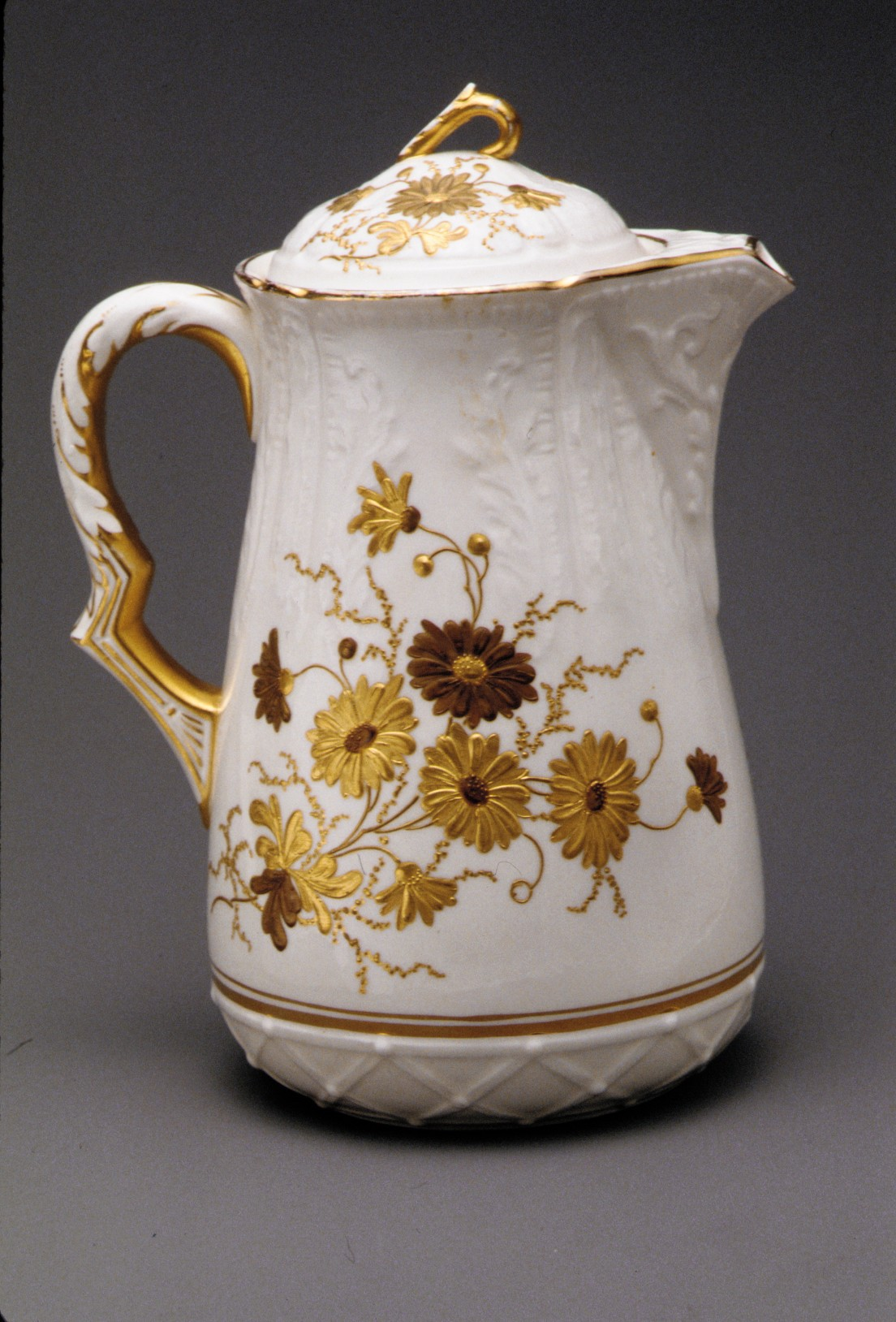
Brocca per cioccolato di porcellana con decorazioni floreali (circa 1900), Metropolitan Museum of Art, New York.
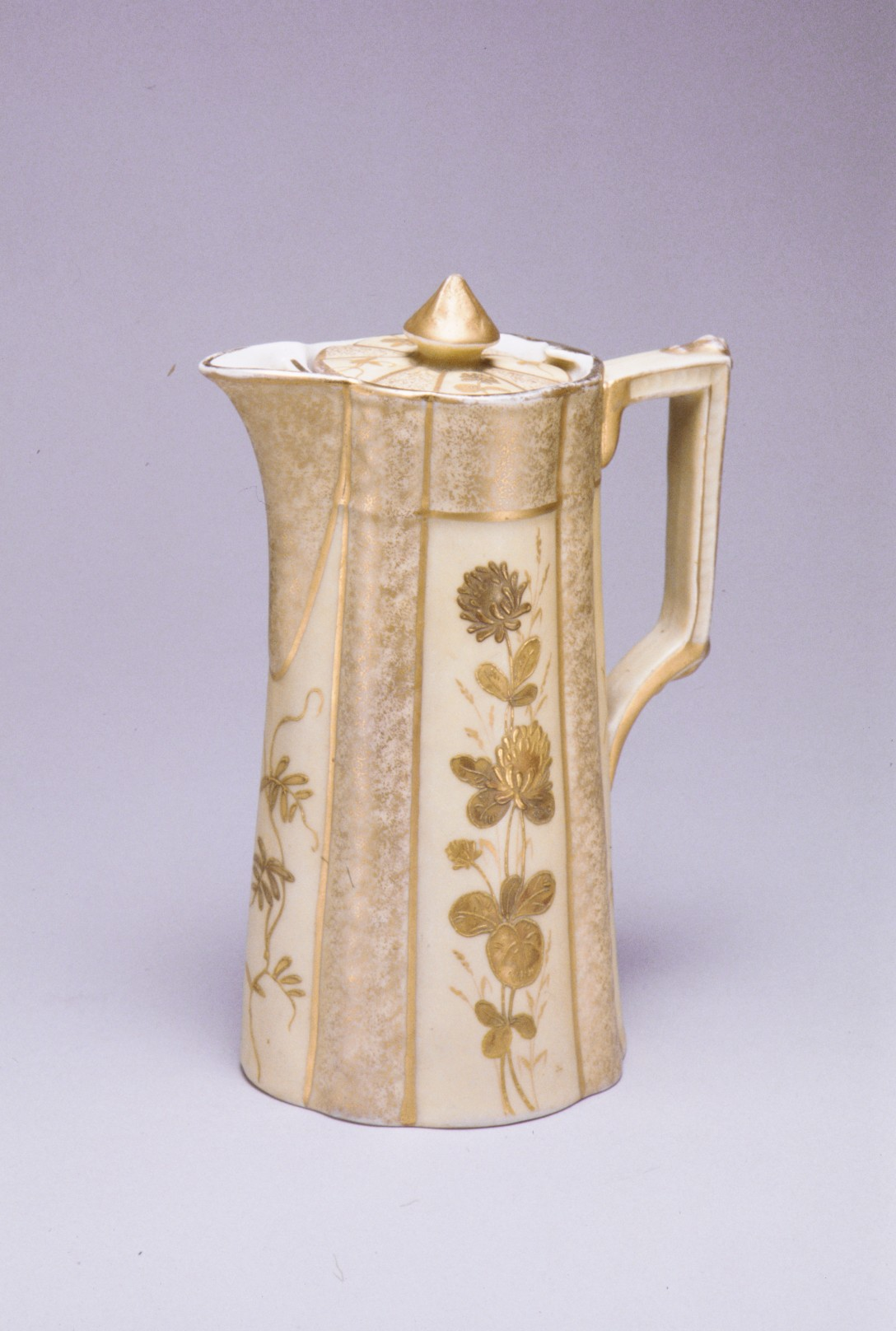
Brocca per cioccolato di porcellana (circa 1890), Metropolitan Museum of Art, New York.
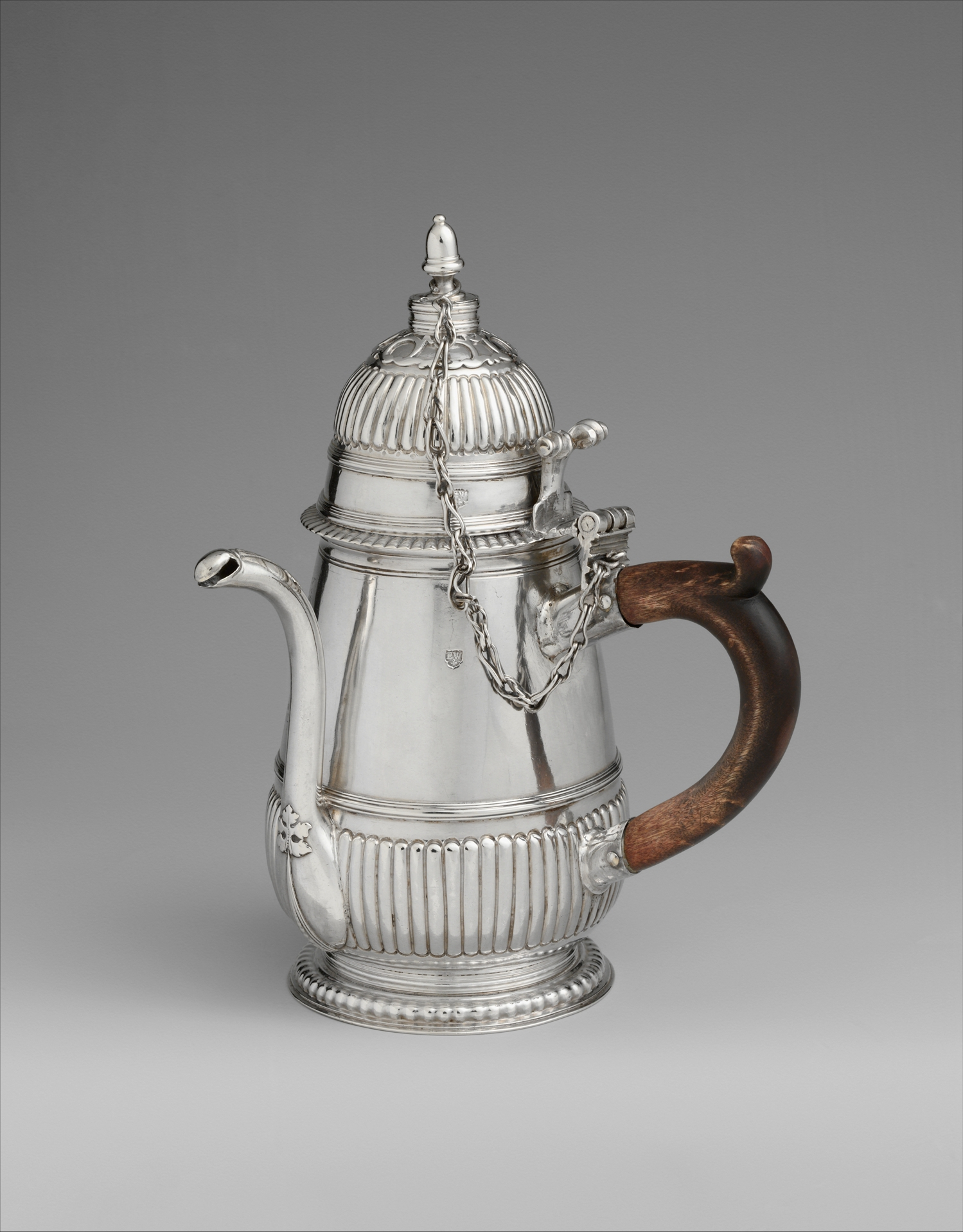
Brocca per cioccolato d’argento (circa 1700), Metropolitan Museum of Art, New York.
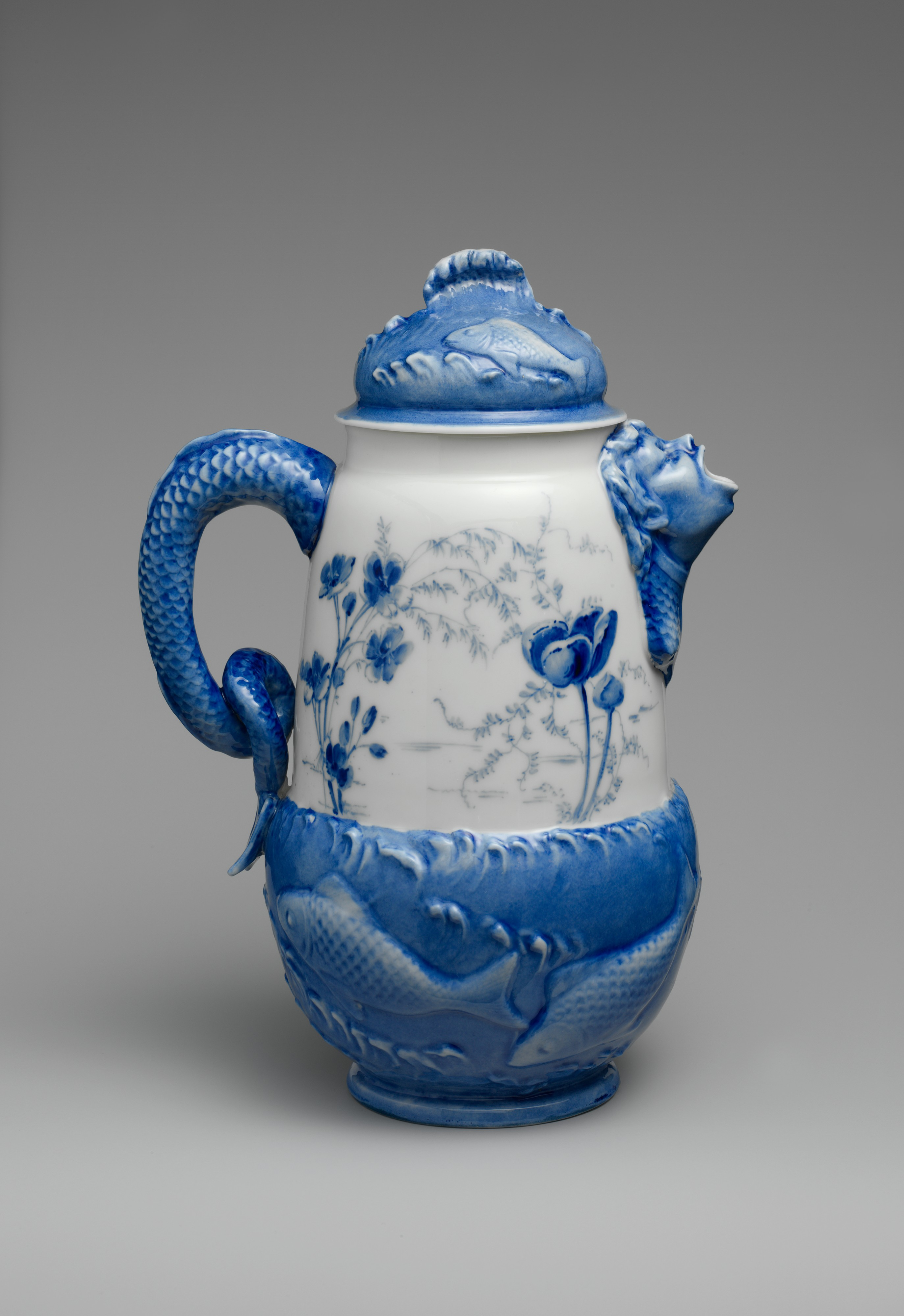
Brocca per cioccolato di porcellana bianca e blu (1890-1896), Metropolitan Museum of Art, New York.
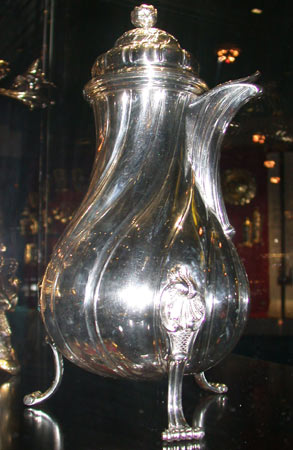
Brocca per cioccolato d’argento (Lilla, 1779), Victoria and Albert Museum, Londra.
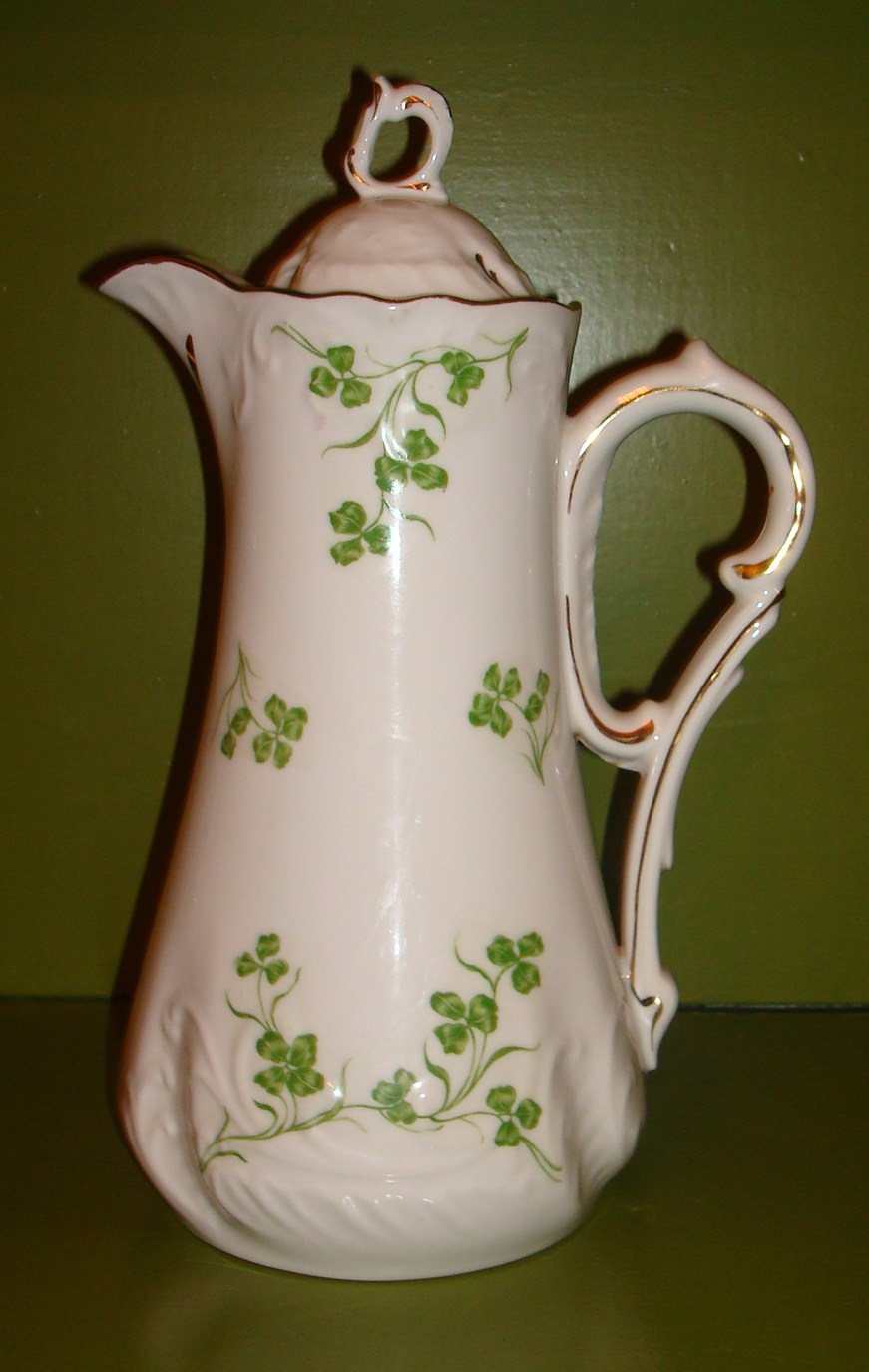
Brocca per cioccolato di porcellana della fabbrica di porcellana Porsgrund (1907) Norsk Folkemuseum, Bygdøy.